# Estación de Kilchberg
La estación de Kilchberg es una estación ferroviaria de la comuna suiza de Kilchberg, en el Cantón de Zúrich.

## Historia y ubicación
La estación se encuentra ubicada en el centro del núcleo urbano de Kilchberg. Fue inaugurada en 1875 con la apertura de la línea férrea que recorre la margen izquierda del Lago de Zúrich, Zúrich - Pfäffikon SZ - Ziegelbrücke/Näfels-Mollis por parte del Schweizerischen Nordostbahn (NOB). Cuenta con un total de dos andenes laterales, por los que pasan dos vías.
En términos ferroviarios, la estación se sitúa en la línea Zúrich - Pfäffikon SZ - Ziegelbrücke, conocida como la línea de la margen izquierda del Lago de Zúrich. Sus dependencias ferroviarias colaterales son la estación de Zúrich-Wollishofen hacia Zúrich y la estación de Rüschlikon en dirección Ziegelbrücke.

## Servicios ferroviarios
Los servicios ferroviarios de esta estación están prestados por SBB-CFF-FFS:

### S-Bahn Zúrich
La estación está integrada dentro de la red de trenes de cercanías S-Bahn Zúrich, y en la que efectúan parada los trenes de varias líneas pertenecientes a S-Bahn Zúrich:
- S 2 Effretikon – Zúrich Aeropuerto – Zúrich HB – Pfäffikon SZ – Ziegelbrücke
- S 8 Weinfelden – Winterthur – Wallisellen – Zúrich HB – Thalwil – Pfäffikon SZ
- S 21 (Regensdorf-Watt – Oerlikon – Zúrich HB)
- S 24 Thayngen – Schaffhausen/Weinfelden – Winterthur – Zúrich Flughafen – Zúrich HB – Thalwil – Horgen Oberdorf – Zug
- S N8 Zúrich HB – Pfäffikon SZ – Lachen